# 岩田千絵
岩田 千絵（いわた ちえ、1982年7月11日（42歳） - ）は、熊本県出身の日本の女子柔道家。階級は57kg級。身長159cm。血液型はA型。段位は四段。組み手は左組み。得意技は内股、大外刈。1971年の世界選手権重量級3位の岩田久和を父に持つ。

## 人物
柔道は6歳の時に谷亮子も所属していた東福岡柔道教室で始めた。小さい頃から腕っ節が強くて同じ年の男子の従兄弟をよく泣かせていたという。小学校5年の時には全国少年柔道大会で男子相手に団体戦ではチームの優勝に貢献すると、個人戦でも3位となった。マルちゃん杯団体戦では2位となった。6年の全国少年柔道大会では団体戦で2位、個人戦では5位にとどまった。淑徳中学2年の時には全国中学校柔道大会56kg超級で優勝を飾った。しかし3年の時には東京予選で調布第三中学2年の中沢さえに敗れて全国大会に出場できなかった。淑徳高校2年の全日本ジュニア57kg級では3位だったが、全国高校選手権では優勝を果たした。3年の金鷲旗では同級生で70kg級の岡明日香や1つ年下の78kg級の中沢などとともに活躍して決勝まで進み福岡工大附属高校と対戦するが、大将戦で中沢が七條芳美に敗れたために2位に終わった。。2001年に淑徳大学に進むと、全日本ジュニアでは2位だったものの、学生体重別では1年生にして優勝を飾った。2年の時は学生体重別で3位、全国女子体重別でも3位となった。また、チェコ国際では3位だったものの、52kg級から階級を上げてきた北朝鮮のケー・スンヒに準々決勝で一本勝ちした。3年からは2年連続で全日本学生柔道優勝大会において、後輩の中沢や國原頼子などとともに活躍して決勝まで進むも、ともに東海大学に敗れて2位にとどまった。2005年からはコマツ女子柔道部所属となった。2006年からは無差別の全日本選手権に57kg級の選手ながら4年連続で出場を果たした。2007年の実業柔道選手権では三井住友海上の徳久瞳を破って優勝した。
2007年からは実業団体でコマツの4連覇に貢献した。
2009年のアジアマーシャルアーツゲームズでは優勝を飾った。
2010年の世界団体では、3位決定戦でブラジルのラファエラ・シルバを内股の有効で破るなどして3位となった。
以上のように小学生の頃から男子相手にも活躍して、中学から大学まで各年代の全国大会を制覇することで注目され続けて来たものの、結果として個人戦で日本代表になるまでには至らなかった。

## 戦績
- 1993年 - 全国少年柔道大会 個人戦 3位 団体戦 優勝
- 1993年 - マルちゃん杯 団体戦 2位
- 1994年 - 全国少年柔道大会 個人戦 5位 団体戦 2位
- 1996年 - 全国中学校柔道大会 2位(56kg超級)
- 1999年 - 金鷲旗 3位
- 1999年 - 全日本ジュニア 3位
- 2000年 - 全国高校選手権 優勝
- 2000年 - 金鷲旗 2位
- 2001年 - 全日本ジュニア 2位
- 2001年 - 学生体重別 優勝
- 2002年 - 学生体重別 3位
- 2002年 - 全国女子体重別 3位
- 2002年 - 福岡国際 3位
- 2003年 - チェコ国際 3位
- 2003年 - 全日本学生柔道優勝大会 2位
- 2003年 - 学生体重別 3位
- 2004年 - 全日本学生柔道優勝大会 2位
- 2005年 - 実業団体 2位
- 2005年 - 実業柔道選手権 3位
- 2005年 - カナダ国際 優勝
- 2006年 - 実業団体 2位
- 2006年 - 実業柔道選手権 3位
- 2007年 - 実業団体 優勝
- 2007年 - 実業柔道選手権 優勝
- 2007年 - 青島国際 3位
- 2008年 - 実業団体 優勝
- 2008年 - 講道館杯 3位
- 2008年 - 韓国国際 優勝
- 2009年 - ワールドカップ・ソフィア 3位
- 2009年 - アジアマーシャルアーツゲームズ 優勝
- 2009年 - 実業団体 優勝
- 2010年 - 実業団体 優勝
- 2010年 - 世界団体 3位
- 2011年 - 体重別 3位

(出典、JudoInside.com)